# Партений III Константинополски
Партений III Константинополски (на гръцки: Παρθένιος Γ΄) e православен духовник, митрополит на Хиос и вселенски патриарх. Като митрополит на Хиос засвидетелства своята вярност и лоялност на папа Урбан VIII.

## Биография
Грък, родом от Лесбос. Митрополит на Хиос от 1639 година. На 31 юли 1656 година е избран за вселенски патриарх. По това време бушува Кандийската война. Твърд последовател на Кирил Лукарис, осъжда учението на Петър Могила, като мерзост. Провежда великолепна церемония по погребение мощите на Кирил Лукарис. В началото на 1657 година в султанската канцелария постъпват донесения от йезуитите и от Константин Щербан Басараб, че патриарх Партений е руски шпионин. На 1 април 1657 година, Лазаровден, по нареждане на султан Мехмед IV, изпълнено незабавно от Кьопрюлю Мехмед паша, на патриарх Партений е предложено помилване, ако публично приеме исляма, но той отказва и е публично обесен, а тялото му - хвърлено в Босфора.
Паметта му се отбелязва на 24 март.